# Jacques Pennewaert

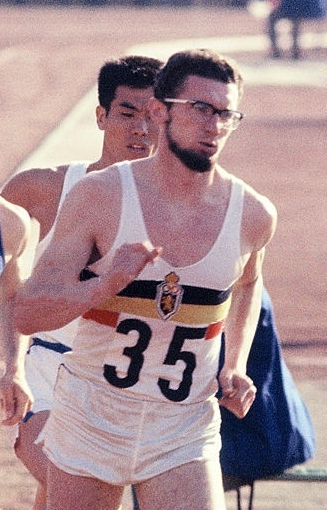
Jacques Pennewaert bei den Olympischen Spielen 1964

Jacques Pennewaert (* 11. März 1940 in Brüssel; † Juli 2016) war ein belgischer Sprinter und Mittelstreckenläufer.
Über 400 Meter gewann er bei der Universiade 1961 Silber und erreichte bei den Europameisterschaften 1962 in Belgrad das Halbfinale. Bei der Universiade 1963 folgte eine Bronzemedaille.
Bei den Olympischen Spielen 1964 in Tokio wurde er Achter über 800 Meter und schied über 400 Meter im Vorlauf aus.
1966 scheiterte er bei den Europameisterschaften in Budapest über 400 Meter und 800 Meter in der ersten Runde. Auch bei den Olympischen Spielen 1968 in Mexiko-Stadt kam er sowohl über 400 Meter wie auch über 800 Meter nicht über den Vorlauf hinaus.
Dreimal wurde er Belgischer Meister über 400 Meter (1963, 1964, 1968) und je einmal über 200 Meter (1963) und 800 Meter (1964).

## Persönliche Bestzeiten
- 400 m: 46,8 s, 19. Mai 1962, Düren
- 800 m: 1:47,0 min, 15. Oktober 1964, Tokio